# Гвидо Адлер
Гвидо Адлер (Иванчице, 1. новембар 1855 — Беч, 15. фебруар 1941) је био аустријски музиколог.
Био је аутор и издавач књига и часописа музичке тематике и професор универзитета у Бечу.